# Campeonato Paulista 1902

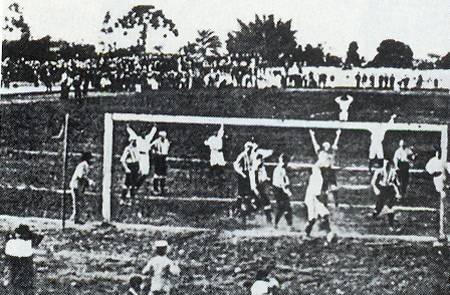
São Paulo Athletic y Paulistano en la final del Campeonato Paulista de 1902, el primer campeonato estatal jugado en Brasil.

El Campeonato de la Liga Paulista de Fútbol de 1902 fue la primera edición de una competición entre clubes de fútbol de São Paulo afiliados a la Liga Paulista de Foot-Ball (LPF), la primera entidad creada en Brasil para organizar un torneo de este deporte. Es el primer evento deportivo reconocido oficialmente por la Federación Paulista de Fútbol (FPF) como Campeonato Paulista de Fútbol.
Disputada entre el 3 de mayo y el 26 de octubre de ese año, esta primera edición contó con la participación de los cinco equipos fundadores de la Liga Paulista de Fútbol: São Paulo Athletic, Paulistano, Mackenzie, Internacional y Germânia. El primer campeón fue el São Paulo Athletic, equipo formado por ingleses o hijos de británicos.

## Historia
La Liga Paulista de Foot-Ball fue fundada en diciembre de 1901, principalmente por iniciativa de directivos del Sport Club Internacional, como Antonio Casemiro da Costa. Otros cuatro clubes participaron en la fundación: São Paulo Athletic Club, Club Athletico Paulistano, Associação Atlhetica Mackenzie College y Sport Club Germânia. El reducido número de participantes denotaba una preocupación por crear una liga exclusiva, destinada a preservar el protagonismo social de los jugadores que ofrecerían espectáculos.
Cada equipo intentó representar un perfil. Paulistano era un equipo compuesto exclusivamente por brasileños, aunque era el más elitista entre los participantes. São Paulo Athletic y Germânia representaron a las colonias inglesa y alemana respectivamente. En Mackenzie, los jugadores eran estudiantes brasileños o hijos de inmigrantes que defendían una institución educativa estadounidense, subordinada a la Iglesia Presbiteriana y a la Universidad de Nueva York. Internacional estaba abierto a atletas de todos los orígenes, incluidos brasileños, ingleses y alemanes.
El trofeo en juego sería la «Copa Antonio Casimiro da Costa», ofrecida por el fundador de la LPF. Una novedad importante en relación con el turf y el ciclismo, otros deportes de élite en São Paulo, fue la prohibición de la participación de deportistas profesionales en los partidos de liga.
Los partidos estaban programados para las canchas del São Paulo Athletic, ubicada en la Rua da Consolação, el Parque Antárctica Paulista y el campo del Paulistano, el Velódromo de São Paulo, también en la Rua da Consolação, donde se realizaban competiciones de ciclismo.

## Equipos participantes
| Equipo             | Ciudad    | Fundación               |
| ------------------ | --------- | ----------------------- |
| Germânia           | São Paulo | 7 de septiembre de 1899 |
| Internacional      | São Paulo | 19 de agosto de 1899    |
| Mackenzie          | São Paulo | 18 de agosto de 1898    |
| Paulistano         | São Paulo | 29 de diciembre de 1900 |
| São Paulo Athletic | São Paulo | 13 de mayo de 1888      |

## Desarrollo

### Clasificación
| Pos. | Equipo             | Pts. | PJ | G | E | P | GF | GC | Dif. | Clasificación           |
| ---- | ------------------ | ---- | -- | - | - | - | -- | -- | ---- | ----------------------- |
| 1    | São Paulo Athletic | 12   | 8  | 5 | 2 | 1 | 21 | 5  | +16  | Final por el campeonato |
| 1    | Paulistano         | 12   | 8  | 5 | 2 | 1 | 14 | 8  | +6   | Final por el campeonato |
| 3    | Mackenzie          | 9    | 8  | 3 | 3 | 2 | 13 | 15 | −2   |                         |
| 4    | Germânia           | 4    | 8  | 1 | 2 | 5 | 5  | 15 | −10  |                         |
| 5    | Internacional      | 3    | 8  | 0 | 3 | 5 | 4  | 14 | −10  |                         |

 Fuente: RSSSF

### Final por el campeonato
| 21 de octubre de 1902 | São Paulo Athletic | 2-1 | Paulistano     | Velódoromo de São Paulo, São Paulo                               |                                                                  |
|                       | - Charles Miller   |     | - Álvaro Rocha | Asistencia: 4000 espectadores Árbitro(s): Egídio de Souza Aranha | Asistencia: 4000 espectadores Árbitro(s): Egídio de Souza Aranha |

| Campeón São Paulo Athletic |
| 1.er título                |